# Episodi di Harry Wild - La signora del delitto (prima stagione)
La prima stagione della serie televisiva britannica e irlandese Harry Wild - La signora del delitto (Harry Wild), composta da 8 episodi, è stata distribuita in prima visione nel Regno Unito sul servizio di streaming Acorn TV dal 4 al 25 aprile 2022.
In Germania la stagione è stata distribuita sul servizio di streaming ZDFmediathek il 17 aprile 2022 e trasmessa su ZDF dal 24 aprile al 15 maggio 2022.
In Italia la stagione è andata in onda su Rete 4 dal 12 luglio al 30 luglio 2022 con due episodi in quattro prime serate.
| n° | Titolo originale                           | Titolo tedesco                                | Titolo italiano                                     | Pubblicazione  | Pubblicazione  | Prima TV       | Prima TV       |
| n° | Titolo originale                           | Titolo tedesco                                | Titolo italiano                                     | Regno Unito    | Germania       | Germania       | Italia         |
| -- | ------------------------------------------ | --------------------------------------------- | --------------------------------------------------- | -------------- | -------------- | -------------- | -------------- |
| 1  | When Harry Met Fergus                      | Immer Ärger mit Harry                         | Il pensionamento                                    | 4 aprile 2022  | 17 aprile 2022 | 24 aprile 2022 | 12 luglio 2022 |
| 2  | Samurai Plague Doctors Kill for Kicks      | Einer wird gewinnen                           | Il video snuff                                      | 4 aprile 2022  | 17 aprile 2022 | 24 aprile 2022 | 12 luglio 2022 |
| 3  | Mincemeat                                  | Operation Mincemeat                           | Il furto d'identità                                 | 11 aprile 2022 | 17 aprile 2022 | 1º maggio 2022 | 19 luglio 2022 |
| 4  | An Unhappy Happy Is a Dangerous Thing      | Wenn Happy nicht happy ist, ist niemand happy | Raskolnikov                                         | 11 aprile 2022 | 17 aprile 2022 | 1º maggio 2022 | 19 luglio 2022 |
| 5  | A Corpse in My Soup                        | Eine Leiche zum Dessert                       | Un giorno in prigione                               | 18 aprile 2022 | 17 aprile 2022 | 8 maggio 2022  | 26 luglio 2022 |
| 6  | Best Laid Schemes                          | Die besten Pläne gehen nach hinten los        | La tempesta                                         | 18 aprile 2022 | 17 aprile 2022 | 8 maggio 2022  | 26 luglio 2022 |
| 7  | The Mystery of Granny Susan's Fun Time Wig | Susans Perücke… verzweifelt gesucht           | Il mistero della parrucca divertente di nonna Susan | 25 aprile 2022 | 17 aprile 2022 | 15 maggio 2022 | 30 luglio 2022 |
| 8  | No One Here Gets Out Alive                 | Niemand kommt hier lebend raus                | Nessuno esce vivo da qui                            | 25 aprile 2022 | 17 aprile 2022 | 15 maggio 2022 | 30 luglio 2022 |

## Il pensionamento
- Titolo originale: When Harry Met Fergus
- Titolo tedesco: Immer Ärger mit Harry
- Diretto da: Rob Burke e Ronan Burke
- Scritto da: David Logan e Jo Spain

### Trama
Quando la professoressa di lettere in pensione Harriet "Harry" Wild diventa vittima di una rapina, una serie di eventi la portano ad una nuova fase della vita. Harry va a vivere con suo figlio, Charlie, un poliziotto. Quando si rende conto che l'ultima indagine di Charlie ha sorprendenti somiglianze con un'oscura commedia elisabettiana e la sua offerta di aiuto viene brutalmente rifiutata, Harry decide che troverà lei stessa l'assassino per dimostrare che aveva ragione. Quando la sua strada incrocia quella del suo rapinatore, Fergus Reid, invece di denunciarlo, Harry lo assume come suo aiutante e insieme catturano l'assassino.
- Ascolti Italia: telespettatori 605 000 – share 4,10%[9].

## Il video snuff
- Titolo originale: Samurai Plague Doctors Kill for Kicks
- Titolo tedesco: Einer wird gewinnen
- Diretto da: Rob Burke e Ronan Burke
- Scritto da: David Logan e Jo Spain

### Trama
Harry e Fergus vengono avvicinati da una donna alla disperata ricerca di come è morto suo marito. Inizialmente riluttante a farsi coinvolgere, l'interesse di Harry viene presto stuzzicato quando Fergus scopre che c'è molto di più in questo di quanto sembri. Impiegando il loro stile inimitabile, Harry e Fergus scoprono che i giocatori d'azzardo stanno conducendo una partita a tabacco da fiuto a Dublino. Determinata a non ripetere gli stessi errori, Harry consegna le prove che scoprono a Charlie, giurando di starne fuori. Sfortunatamente, gli assassini, il cui gioco Harry ha rovinato, hanno altre idee.
- Ascolti Italia: telespettatori 605 000 – share 4,10%[9].

## Il furto d'identità
- Titolo originale: Mincemeat
- Titolo tedesco: Operation Mincemeat
- Diretto da: Rob Burke e Ronan Burke
- Scritto da: David Logan e Jo Spain

### Trama
Quando un cadavere viene estratto dal fiume vicino al pub locale di Harry, qualcosa del morto gli sembra familiare. Quando ricorda come lo conosce, si rende conto di essere incappata nell'ultimo errore di direzione. Harry e Fergus vanno sotto copertura a casa della vedova in lutto, un ristorante polacco, un collegio femminile (con l'ammirevole assistenza della nipote adolescente di Harry, Lola) e un cinodromo, dove si svolgono corse di levrieri, per scoprire la sinistra verità. Lungo la strada, Harry inizia ad avvicinarsi a Ray, il capo e mentore di Charlie. Questo diventerà disordinato.
- Ascolti Italia: telespettatori 542 000 – share 3,80%[10].

## Raskolnikov
- Titolo originale: An Unhappy Happy Is a Dangerous Thing
- Titolo tedesco: Wenn Happy nicht happy ist, ist niemand happy
- Diretto da: Rob Burke e Ronan Burke
- Scritto da: David Logan e Jo Spain

### Trama
Harry e Fergus accettano di aiutare lo strozzino locale, Happy, a scoprire chi ha ucciso il suo dipendente in cambio del fatto che Happy abbia strappato l'ingente debito del padre di Fergus. Vedere i collegamenti tra l'omicidio e Delitto e castigo di Dostoevskij porta Harry all'attenzione del giovane serial killer Billy Lund. Un giovane molto disturbato, Billy si fissa su Harry, vedendola come la sua nemesi naturale, ma quando Harry si avvicina troppo per i gusti di Billy, ribalta la situazione su di lei. Harry e Fergus devono correre contro il tempo per decifrare la mente deformata di Billy e salvare la vita di qualcuno che Harry ama.
- Ascolti Italia: telespettatori 542 000 – share 3,80%[10].

## Un giorno in prigione
- Titolo originale: A Corpse in My Soup
- Titolo tedesco: Eine Leiche zum Dessert
- Diretto da: Rob Burke e Ronan Burke
- Scritto da: David Logan e Jo Spain

### Trama
Una cena soffocante nella casa di uno degli ex colleghi di Harry, Lawrence Cavendish, diventa mortale quando un virus intestinale travolge gli ospiti, tranne uno: Harry. Ulteriori indagini scoprono che la causa della malattia è il cadavere della moglie di Cavendish nel pozzo della casa. Con Charlie in vacanza, le indagini sono guidate dal suo sergente, Vicky Boyle. Troppo desiderosa di mettersi alla prova, Vicky fa alcune scelte avventate e quando le prove iniziano a indicare Harry come il colpevole, Vicky la arresta incautamente. Tocca a Fergus, nel bel mezzo degli esami, provare l'innocenza di Harry.
- Ascolti Italia: telespettatori 570 000 – share 4,10%[11].

## La tempesta
- Titolo originale: Best Laid Schemes
- Titolo tedesco: Die besten Pläne gehen nach hinten los
- Diretto da: Rob Burke e Ronan Burke
- Scritto da: David Logan e Jo Spain

### Trama
Una violenta tempesta intrappola Harry, Fergus e Lola nel pub locale. Separati dal mondo esterno da strade allagate e antenne telefoniche abbattute, gli eventi prendono una svolta pericolosa quando scoprono una vittima di un rapimento nel bagagliaio di un'auto nel parcheggio del pub. Liberando l'uomo, si rendono conto che il rapitore deve essere uno dei pochi sconosciuti intrappolati nel pub con loro. Harry, Fergus e Lola, insieme alla padrona di casa del pub e al tizio ambiguo residente, Welsh Glenn, devono lavorare insieme per scoprire l'identità del rapitore. Ma il rapimento si trasforma presto in omicidio.
- Ascolti Italia: telespettatori 570 000 – share 4,10%[11]

## Il mistero della parrucca divertente di nonna Susan
- Titolo originale: The Mystery of Granny Susan's Fun Time Wig
- Titolo tedesco: Susans Perücke… verzweifelt gesucht
- Diretto da: Rob Burke e Ronan Burke
- Scritto da: David Logan e Jo Spain

### Trama
Quando la matriarca di una ricca famiglia di Dublino viene strangolata a morte durante una videochiamata davanti ai suoi parenti inorriditi, la figlia della donna morta si avvale dei servizi della neonata Wild / Reid Detective Agency. Essendo l'agenzia un'idea di Fergus, Harry è sorpresa come chiunque altro nello scoprire che esiste, ma accetta di assecondare l'ingegnosità di Fergus.
- Ascolti Italia: telespettatori 527 000 – share 4,60%[12].

## Nessuno esce vivo da qui
- Titolo originale: No One Here Gets Out Alive
- Titolo tedesco: Niemand kommt hier lebend raus
- Diretto da: Rob Burke e Ronan Burke
- Scritto da: David Logan e Jo Spain

### Trama
Zoe McCann è una giovane donna danneggiata, una tossicodipendente in via di guarigione che combatte ogni giorno per uccidere i suoi demoni. Ma quando Zoe viene rapita solo per svegliarsi in una foresta con indosso un abito da ballo vintage, la sua sanità mentale e determinazione vengono spinte al limite. Terrorizzata dal fatto che il suo sconosciuto rapitore torni per lei, il suo percorso conduce a Harry e Fergus. Quando Zoe viene rapita una seconda volta, Harry e Fergus si mettono in pericolo mortale per salvarle la vita.
- Ascolti Italia: telespettatori 527 000 – share 4,60%[12].